# Staafkerk van Lomen
De staafkerk van Lomen ligt in het Noorse plaatsje Lomen.
Deze staafkerk is gedateerd rond 1180-1250. Hij is gebouwd met vier staanders (staven). De kerk is gedurende de gehele middeleeuwen in gebruik te zijn geweest. In de 18de eeuw is de kerk herbouwd omdat hij op het punt van instorten stond. De toenmalige dominee Herman Ruge vond dit een ramp voor het meesterwerk van oude architectuur. In 1842 is de kerk opnieuw herbouwd. Tijdens deze verbouwing werd de kerk van binnen roze, groen en grijswit geschilderd. In de laatste restauratie tussen 1960-1970 werd de roze verf verwijderd.
De staafkerk van Lomen en de staafkerk van Høre - die beide in dezelfde vallei staan - zijn waarschijnlijk door dezelfde bouwers gemaakt; deze staafkerken zijn namelijk op dezelfde manier gebouwd. Hoewel de ingangen van de beide staafkerken hetzelfde ontwerp hebben, zijn ze niet door dezelfde bouwmeester gemaakt.